# Acondroplàsia
L'acondroplàsia és una displàsia òssia genètica que causa el 90 per cent dels casos de nanisme. Es tracta d'un trastorn del desenvolupament esquelètic caracteritzat per la manca de creixement longitudinal dels ossos per culpa del cartílag d'aquests i per un engreixament periòstic, i que afecta les extremitats del cos. El nom de la malaltia prové de tres vocables grecs (a = sense; chondro = cartílag; plasia = creixement o desenvolupament), és a dir, «sense creixement normal del cartílag».
Els individus adults arriben a una alçada de 131±5,6 cm (homes) i 124±5,9 cm (dones) i molts són obesos.
Afecta a 1 de cada 15.000-30.000 infants. Aproximadament, unes 250.500 persones d'arreu del món tenien aquesta patologia l'any 2017, amb una incidència geogràfica variable. La prevalença global és d'uns 4,6 casos/100.000 naixements. Té un patró hereditari autosòmic dominant, amb una penetrància del 100%. Tot i que la majoria d'acondroplàsics no tenen antecedents familiars, en un 20 per cent dels casos un dels progenitors sí està afectat per aquest trastorn.
Aquesta displàsia, tot i la seva raresa, ha estat àmpliament documentada al llarg de la història. Alguns dels déus de l'antic Egipte eren nans. Al Perú precolombí destaquen les representacions ceràmiques de nanisme de la cultura mochica. A diverses obres d'art xineses de les dinasties Han i Tang es veuen bufons i servents amb acondroplàsia. Moltes pintures i escultures del Renaixement italià mostren imatges grotesques de nans. Són notables els nombrosos retrats d'acondroplàsics que va pintar Diego Velázquez.

## Causa
El seu origen més comú és una mutació puntual activadora en el factor de creixement fibroblàstic 3 (FGFR3), pertanyent a una família de receptors estructuralment relacionats amb les quinases dependents de tirosina i codificat per quatre gens diferents. El FGFR3 normal inhibeix el creixement ossi limitant la proliferació del teixit cartilaginós. En l'acondroplàsia la mutació del FGFR3 indueix una activitat excessiva dels senyals produïts pel fragment catalític d'aquest receptor, fet que provoca una placa de creixement defectuosa, en la qual les cèl·lules no mantenen la seva estructura organitzativa i no arriben a completar el procés de diferenciació, bloquejant l'osteogènesi. Això pot ocasionar anomalies encefàliques en els subjectes afectats, com malformacions del lòbul temporal o hipertròfia cerebel·losa.
La majoria dels casos d'acondroplàsia deriven de mutacions "de novo" en l'al·lel patern, algunes d'elles molt inusuals. Els pares d'edat avançada tenen més possibilitats de tenir un fill amb aquest trastorn que els joves. La presència de polihidràmnios (acumulació de líquid excessiva al sac amniòtic) durant el període fetal és un fet que prediu la gravetat del retard del creixement en l'acondroplàsia.

## Signes i símptomes
La malaltia es caracteritza per extremitats curtes respecte al tronc, el qual presenta la columna vertebral de longitud normal, cap sobredimensionat, fontanel·la anterior massa gran i que pot persistir fins als 5-6 anys, hiperlordosi, front prominent, hipoplàsia del maxil·lar inferior i un pont nasal aplanat. No és infreqüent l'extensibilitat anòmala de les articulacions distals, juntament amb limitació de la mobilitat del colze, i la presència de canvis en l'estructura dels ossos temporals que poden provocar hipoacúsia. Molt poques vegades s'ha descrit una estenosi aòrtica greu sense calcificació, un queratocon bilateral, una polidactília, una disgenèsia gonadal o una oligodòncia (agenèsia de sis o més peces dentàries) en el context d'aquest trastorn genètic.

## Complicacions
Les complicacions més comunes de l'acondroplàsia són l'estenosi del foramen magne, les apnees obstructives i centrals, la compressió cervicomedul·lar amb alteracions del flux de les artèries vertebrals o no, la malposició i disfuncionalitat de l'apòfisi odontoide axial, l'estenosi del canal espinal, la cifosi, l'otitis mitjana i problemes respiratoris per deformació toràcica. El seu diagnòstic diferencial inclou la hipocondroplàsia, la síndrome d'Ellis van Creveld, la pseudoacondroplàsia, la síndrome de Conradi-Hünermann-Happle, la displàsia tanatofòrica de tipus I i II, la síndrome de Jeune la síndrome de Crouzon amb acantosi nigricans i la síndrome SADDAN. Ha estat descrita la concurrència d'acondroplàsia i malformació d'Arnold-Chiari tipus II. Ocasionalment, l'acondroplàsia s'associa a una síndrome de l'apnea obstructiva del son infantil o a una agenèsia renal unilateral. A banda de les rares ocasions en les quals l'acondroplàsia cursa amb hidrocefàlia, la intel·ligència de les persones acondroplàstiques és normal.
Les particulars característiques morfològiques de la pelvis i el coll uterí de les dones amb acondroplàsia fan que els seus embarassos tinguin un alt risc de distòcia i que a l'hora del part calgui observar precaucions especials, tant anestèsiques com obstètriques. Els trets ultrasonogràfics indicatius d'acondroplàsia generalment no són evidents amb claredat fins els sis mesos de gestació.

## Tractament
Els experts creuen que l'administració de diversos fàrmacs combinats o l'ús seqüencial de diferents teràpies podrien ser en el futur tractaments capaços de promoure i controlar incipientment la condrogènesi i l'osteogènesi en els nounats i nens, així com de minimitzar després la progressió de l'acondroplàsia en l'adolescència o inclús durant els primers anys de joventut. S'ha demostrat que l'ús de vosoritida (Voxzogo, un anàleg estructural del pèptid natriurètic de tipus C) accelera el creixement ossi dels nens acondroplàstics. Es recomana una única dosi diària del fàrmac de 15 µg/kg injectada subcutàniament en pacients de cinc anys o menys, ja que les epífisis encara no estan tancades i poden augmentar la seva capacitat evolutiva.